# Мурашкін Геннадій Вікторович
Генна́дій Ві́кторович Мура́шкін — підполковник МВС України.
Станом на липень 2012 року — заступник начальника управління карного розшуку МВС в Херсонській області.

## Нагороди
За особисту мужність і героїзм, виявлені у захисті державного суверенітету та територіальної цілісності України, вірність військовій присязі нагороджений
- орденом Данила Галицького (19.12.2014)